# Innenministerium (Kroatien)
Das Innenministerium der Republik Kroatien (kroatisch Ministarstvo unutarnjih poslova Republike Hrvatske, kurz MUP RH oder auch nur MUP) ist ein Ministerium der Kroatischen Regierung.

## Geschichte

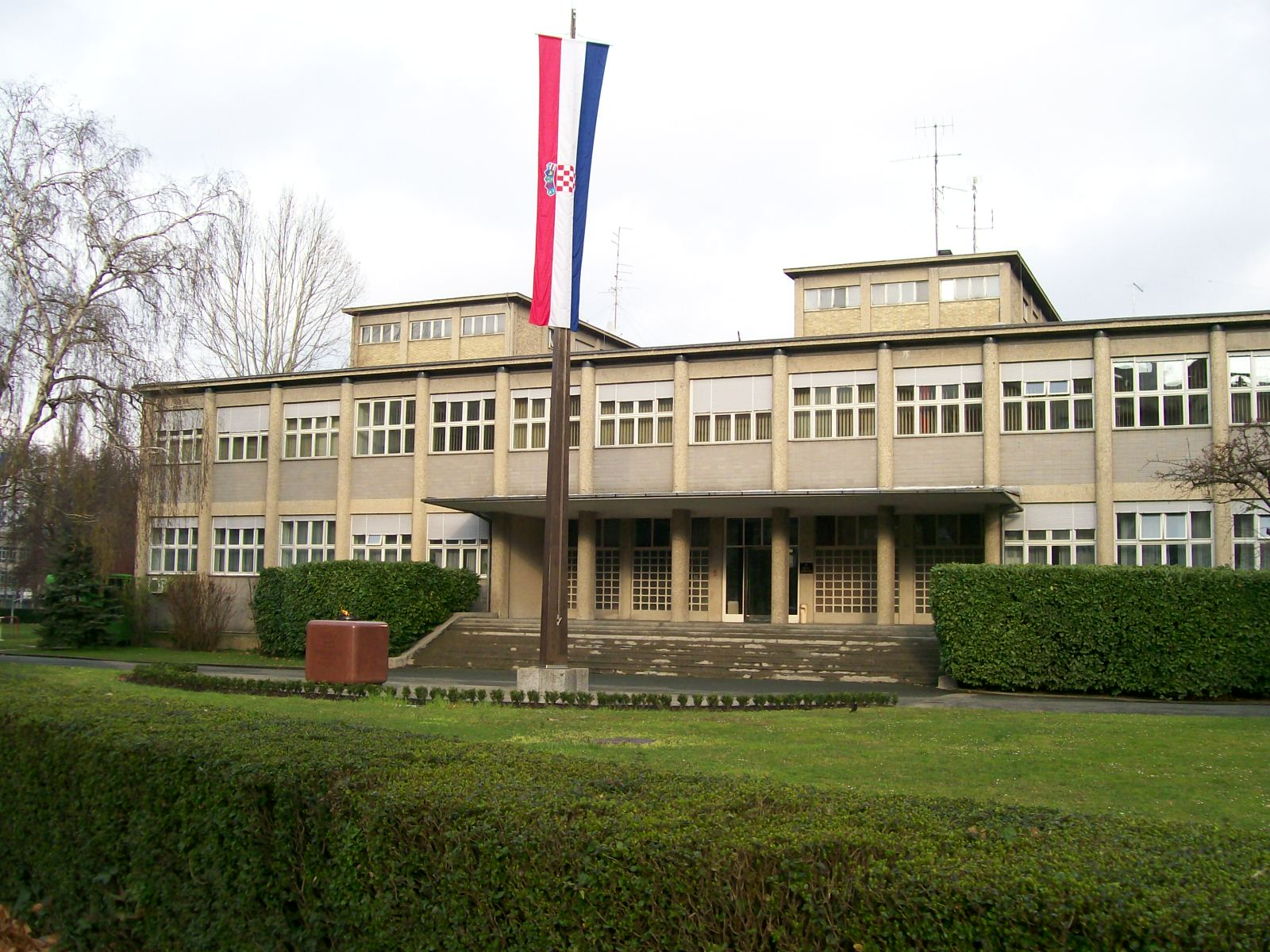
Gebäude des Innenministeriums

Das kroatische Innenministerium wurde 1990 gegründet.
Der Dienstsitz befindet sich auf der Ulica grada Vukovara 33 in Zagreb.
2020 wurde dokumentiert, dass die kroatische Polizei illegale Push-Backs an der Bosnisch-Kroatischen Grenze gegen Flüchtlinge vornimmt. Auf Videos war mehrfach zu sehen, wie Flüchtlinge, die versuchten nach Bosnien zu gelangen geschlagen und zurückgedrängt wurden. Das kroatische Innenministerium bestreitet dies und warf NGOs vor, sie wollten die Behörde diskreditieren und die Tatsache anzuzweifeln, dass Kroatien das Recht habe, seine Grenzen zu schützen. Mit dieser Argumentation hatten kroatischen Behörden auch auf frühere Gewaltvorwürfe reagiert.
Im Januar 2021 stoppten kroatische Grenzpolizisten eine Gruppe italienischer Politiker der Partito Democratico, als diese versuchten, sich von Kroatien aus kommend Zugang zur kroatisch-bosnischen Grenze nahe dem Bojna-Wald zu verschaffen. Die Politiker pochten auf ihr Recht der Bewegungsfreiheit in der EU, während die Beamten sich auf Sicherheitsbedenken wegen Munitionsresten im Boden beriefen. Innenminister Davor Božinović warf den Italienern dagegen vor, eine Inszenierung geplant zu haben – man hätte zeitgleich mit ihrem Auftreten auch den Anmarsch von Migrantengruppen von der bosnischen Seite der Grenze beobachtet.
Im Dezember 2021 machten Medien und der Anti-Folter-Ausschuss des Europäischen Rats Details bekannt, die belegen, dass die Praxis illegaler Pushbacks auf politische Entscheidungen zurückgehen und die Beamten nach Anweisungen handeln. Die maßgeblich an den Push-Backs beteiligte Interventionspolizei untersteht dem Innenministerium.

## Aufgaben

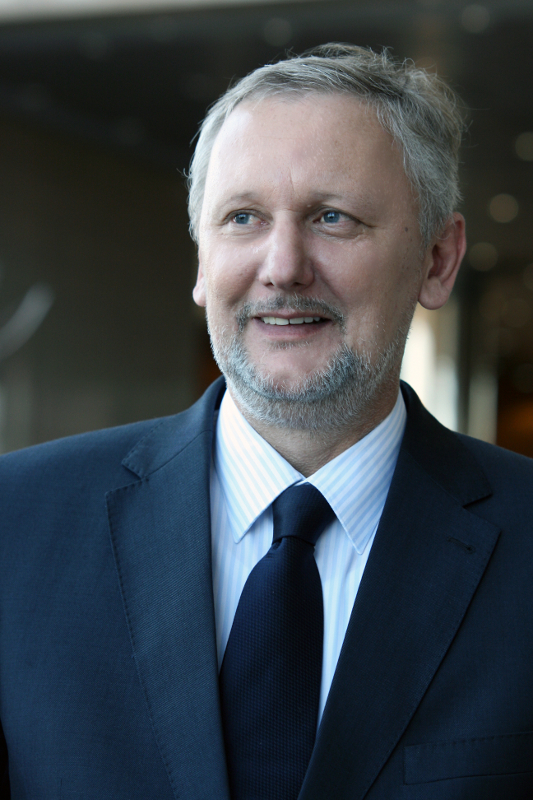
Davor Božinović (* 1961), Innenminister seit 2017

Das Innenministerium übernimmt verwaltungsrechtliche Aufgaben im Zusammenhang mit folgenden Angelegenheiten und den nachgeordneten Exekutivbehörden:
- Angelegenheiten der Kroatischen Polizei in Bezug auf Leben und persönliche Sicherheit von Personen, der Schutz von Eigentum, sowie die Verhinderung und das Aufdecken von Verbrechen;
- Ausfindigmachung und Fassen von Tätern und ihre Auslieferung an die entsprechend zuständigen Behörden;
- Aufrechterhaltung der öffentlichen Ordnung und Schutz besonderer Personen, Anlagen und Grundstücke;
- Durchführung strafrechtlicher Angelegenheiten und deren technischen Analyse;
- Bereitstellung der Verkehrssicherheit;
- Sicherung und Kontrolle der staatlichen Grenzen;
- Angelegenheiten der Einreise und des Aufenthalts von Ausländern und ggf. deren Zulassung;
- Reisedokumente für kroatische Staatsbürger;
- Sicherung öffentlicher Versammlungen;
- Angelegenheiten der Staatsbürgerschaft;
- Ausstellung von Personalausweisen und Wohnmeldebescheinigungen;
- Ausstellung von Führerscheinen und Straßenverkehrszulassungen;
- Angelegenheiten in Bezug auf den Erwerb, den Besitz und das Tragen von Waffen und Munition;
- Angelegenheiten in Bezug auf Sprengstoffe;
- Sicherung des Brandschutzes;
- Überwachung der humanitären Minenräumung.

## Minister
| Regierung | Minister           | Partei | Amtsantritt       |
| --- | ------------------ | ------ | ----------------- |
| Kabinett Mesić 30. Mai 1990 – 24. August 1990 Kabinett Manolić 24. August 1990 – 17. Juli 1991                                                         | Josip Boljkovac    | HDZ    | 30. Mai 1990      |
| Kabinett Manolić 24. August 1990 – 17. Juli 1991 | Onesin Cvitan      | HDZ    | 2. Juli 1991      |
| Kabinett Gregurić 17. Juli 1991 – 12. August 1992 | Ivan Vekić         | HDZ    | 17. Juli 1991     |
| Kabinett Šarinić 12. August 1992 – 3. April 1993 Kabinett Valentić 3. April 1993 – 7. November 1995 Kabinett Mateša 7. November 1995 – 27. Januar 2000 | Ivan Jarnjak       | HDZ    | 15. April 1992    |
| Kabinett Mateša 7. November 1995 – 27. Januar 2000 | Ivan Penić         | HDZ    | 16. Dezember 1996 |
| Kabinett Račan I 27. Januar 2000 – 30. Juli 2002 Kabinett Račan II 30. Juli 2002 – 23. Dezember 2003                                                   | Šime Lučin         | SDP    | 27. Januar 2000   |
| Kabinett Sanader I 23. Dezember 2003 – 12. Januar 2008                                                                                                 | Marijan Mlinarić   | HDZ    | 23. Dezember 2003 |
| Kabinett Sanader I 23. Dezember 2003 – 12. Januar 2008                                                                                                 | Ivica Kirin        | HDZ    | 17. Februar 2005  |
| Kabinett Sanader II 12. Januar 2008 – 6. Juli 2009 | Berislav Rončević  | HDZ    | 12. Januar 2008   |
| Kabinett Sanader II 12. Januar 2008 – 6. Juli 2009 Kabinett Kosor 6. Juli 2009 – 23. Dezember 2011                                                     | Tomislav Karamarko | HDZ    | 10. Oktober 2008  |
| Kabinett Milanović 23. Dezember 2011 – 22. Januar 2016                                                                                                 | Ranko Ostojić      | SDP    | 23. Dezember 2011 |